# Толокнов, Евгений Николаевич
Евгений Николаевич Толокнов (род. 28 января 1978, Москва, СССР) — российский футболист, выступавший на позиции полузащитника.

## Карьера
Воспитанник СДЮШОР «Спартак» (Москва).
За свою карьеру выступал в командах «Спартак» Москва и «Орёл». За «Спартак» провёл один матч 6 сентября 1996 года, заменив после первого тайма Егора Титова в домашнем матче чемпионата России с камышинским «Текстильщиком»; матч завершился победой москвичей 4:2.